# Young Artist Awards
 (février 2021).
Si vous disposez d'ouvrages ou d'articles de référence ou si vous connaissez des sites web de qualité traitant du thème abordé ici, merci de compléter l'article en donnant les références utiles à sa vérifiabilité et en les liant à la section « Notes et références ».
Les Young Artist Awards sont des récompenses américaines décernées chaque année depuis 1979 par la Young Artist Foundation à de jeunes acteurs.

## Historique
C'est en 1979 qu'est envisagée une récompense spécifique pour les jeunes talents qui se distinguent à la télévision et au cinéma, alors qu'ils pourraient y être éclipsés par d'autres artistes plus chevronnés : les Youth in Film Awards, rebaptisés en 2000 Young Artist Awards.
Bien que ces récompenses soient considérées comme l'une des meilleures reconnaissances du travail des enfants, de nombreux enfants acteurs ne se sentent pas réellement concernés et peu d'entre eux assistent à la cérémonie de récompenses[réf. nécessaire].
La fondation a aussi pour but de recueillir des fonds afin d'aider les jeunes artistes physiquement ou financièrement en difficulté.

## Les catégories
Les récompenses sont décernées dans une trentaine de catégories (pouvant varier selon les années) dont :
Cinéma
- Meilleur long métrage international (Best International Feature Film)
- Meilleur jeune acteur dans un long métrage - (Best Performance in a Feature Film - Young Actor)
- Meilleure jeune actrice dans un long métrage (Best Performance in a Feature Film - Young Actress)
- Meilleur second rôle masculin dans un long métrage (Jeune acteur) (Best Performance in a Feature Film - Supporting Young Actor)
- Meilleur second rôle féminin dans un long métrage (Jeune actrice) (Best Performance in a Feature Film - Supporting Young Actress)
- Meilleur second rôle masculin dans un long métrage (Acteur adolescent) (Best Performance in a Feature Film - Supporting Teen Artist)
- Meilleur jeune acteur dans un long métrage international (Best Performance in an International Feature Film - Leading Young Performance)
- Meilleur groupe dans un film (Outstanding Young Ensemble in a Feature Film)
- Meilleur acteur dans un court-métrage (Best Performance in a Short Film - Young Actor)[1]
- Meilleure actrice dans un court-métrage (Best Performance in a Short Film - Young Actress)[1]
- Meilleur acteur de doublage (Best Performance in a Voice-Over Role - Young Actor)
- Meilleure actrice de doublage (Best Performance in a Voice-Over Role - Young Actress)

Télévision
- Meilleur acteur dans un téléfilm, mini-série, special ou pilote (Best Performance in a TV Movie, Miniseries, Special or Pilot - Young Actor)[1]
- Meilleure actrice dans un téléfilm, mini-série, special (Best Performance in a TV Movie, Miniseries, Special or Pilot - Young Actress)[1]
- Meilleur acteur dans une série télévisée (Best Performance in a TV Series - Young Actor)[1]
- Meilleure actrice dans une série télévisée (Best Performance in a TV Series - Young Actress)[1]
- Meilleur second rôle masculin dans une série télévisée (Best Performance in a TV Series - Supporting Young Actor)[1]
- Meilleur second rôle féminin dans une série télévisée (Best Performance in a TV Series - Supporting Young Actress)[1]
- Meilleur acteur récurrent dans une série télévisée (Best Performance in a TV Series - Recurring Young Actor)[1]
- Meilleure actrice récurrente dans une série télévisée (Best Performance in a TV Series - Recurring Young Actress)[1]
- Meilleur acteur invité dans une série télévisée (Best Performance in a TV Series - Guest Starring Young Actor)[1]
- Meilleure actrice invitée dans une série télévisée (Best Performance in a TV Series - Guest Starring Young Actress)[1]
- Meilleur acteur dans une série télévisée diffusée en journée (Best Performance in a Daytime TV Series - Young Actor)
- Meilleure actrice dans une série télévisée diffusée en journée (Best Performance in a Daytime TV Series - Young Actress)
- Meilleur groupe dans une série télévisée (Outstanding Young Ensemble in a TV Series)

Divers
- Meilleur acteur sur scène (Best Performance in Live Theater - Young Actor)
- Meilleure actrice sur scène (Best Performance in Live Theater - Young Actress)
- Meilleur acteur dans un film DVD (Best Performance in a DVD Film - Young Actor)
- Meilleure actrice dans un film DVD (Best Performance in a DVD Film - Young Actress)
- Meilleur acteur sur Internet (Best Web Performance - Young Actor)
- Meilleure actrice sur Internet (Best Web Performance - Young Actress)